# Épopée napoléonienne - L'Empire
Épopée napoléonienne - L'Empire è un cortometraggio del 1903 diretto da Lucien Nonguet

## Trama
L'incoronazione. La battaglia di Austerlitz. Soldato che dorme durante l'orologio. L'incendio di Mosca. Waterloo. La morte dell'imperatore.

## Seguito di
- Épopée napoléonienne - Napoléon Bonaparte (1903)